# Khatangabukten

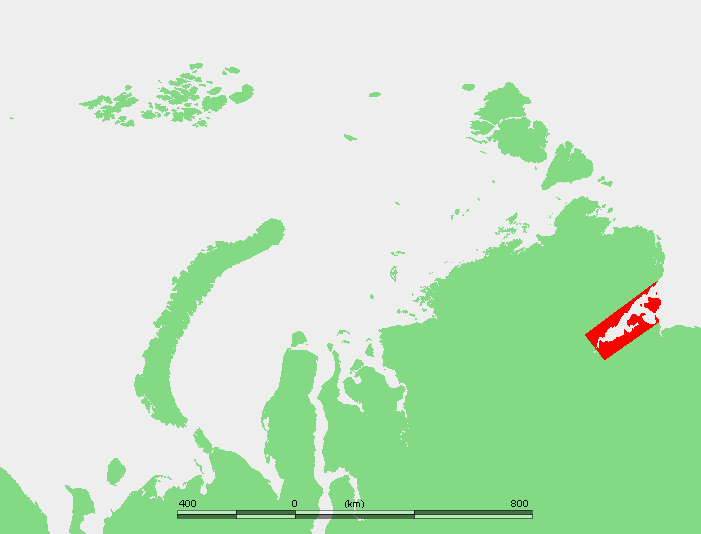

Khatangabukten (ryska: Хатангский залив) är ett stort tidvattensdelta i Laptevhavet. Bukten är förhållandevis smal, med en längd av 220 km och en maxbredd av 54 km.

## Geografi
Ön Bolsjoj Begitsjev delar bukten i två sund, det norra sundet som är 13 km brett och det östra sundet som är 8 km brett. Maxdjupet i bukten är 29 m. Khatangafloden rinner ut i bukten. Buktens stränder är höga och branta. Tidvattennivåskillnanden kan nå upp till 1.4 m. Bukten är isbelagd största delen av året.
Eftersom den administrativa gränsen skär genom området så tillhör norra och västra delen av bukten Krasnojarsk kraj, medan sydöstra delen tillhör delrepubliken Sacha.
Den tidigare bosättningen och straffkoloni Nordvik låg på en halvö vid Khatangaflodens mynning, väster om Nordvikbukten i östra sundet av Khatangabukten.